# Verrucadithella jeanneli
Espèce
Verrucadithella jeanneli est une espèce de pseudoscorpions de la famille des Tridenchthoniidae.

## Distribution
Cette espèce se rencontre en Ouganda et au Kenya.

## Étymologie
Cette espèce est nommée en l'honneur de René Jeannel.

## Publication originale
- Beier, 1935 : Arachnida I. Pseudoscorpionidea. Mission Scientifique de l'Omo, Muséum National d'Histoire Naturelle, Paris. vol. 2, p. 117-129